# Параиба
Параиба (порт. Paraíba) је једна од 26 бразилских држава, лоцирана на сјевероистоку земље уз атлантски океан. У овој се држави налази најисточнија тачка у обје Америке.